# Березовецкий сельсовет
Березовецкий сельсовет — упразднённое в 2010 году муниципальное образование со статусом сельского поселения в Поныровском районе Курской области Российской Федерации. Административный центр и единственный населённый пункт — село Березовец.

## История
Статус и границы сельсовета установлены Законом Курской области от 21 октября 2004 года № 48-ЗКО «О муниципальных образованиях Курской области».
Законом Курской области от 26 апреля 2010 года № 26-ЗКО Первомайский  и Березовецкий сельсоветы объединены в Поныровский сельсовет (с декабря 2010 года — Первомайский сельсовет).

## Состав сельского поселения
| № | Населённый пункт | Тип населённого пункта       | Население |
| - | ---------------- | ---------------------------- | --------- |
| 1 | Березовец        | село, административный центр | 303       |